# 倉本初夫
倉本 初夫（くらもと はつお、1923年5月29日-2013年12月15日）は、日本の経営評論家、「商業界」主幹。
経営評論家・倉本長治の子。1944年、東京帝国大学文学部卒業。倉本長治の後を継いで商業について評論・講演活動を行う。

## 著書
- 『効果のあがるチラシ広告』同文館出版、1968
- 『若き商店経営者に贈る新商人道』青也書店、1977　商店経営シリーズ
- 『店はどうしたら成長できるか』実務教育出版、1979　チェーンストアに対抗するための中・小型店の実務シリーズ
- 『チラシ広告考え方・つくり方』新版　同文館出版、1986
- 『商売十訓 21世紀を目ざす「商人の心」』商業界、まあきゅりいぶっくす 1987
- 『宗良流転 『新葉和歌集』撰者の生涯』童牛社、1989
- 『あきないの道 青年経営者は人生観を変えよ』商業界、1994
- 『探訪・蔦屋重三郎 天明文化をリードした出版人』れんが書房新社、1997
- 『日々のことば 決断のためのヒント』商業界、1997
- 『商人という生き方 愛のある商いと明日への精神』商業界、2002
- 『倉本長治 昭和の石田梅岩と言われた男』商業界、2005

## 共編著
- 『小売店の新しい経営管理 続スーパーマーケット』長峰武、藤島俊卿著　文化社、1960　経営シリーズ
- 『日本のスーパーマーケット 経営の理論と実際』渥美俊一共著　文化社、1960　経営シリーズ
- 『実例による売場の広告』渥美俊一共著　同文館出版、1962
- 『新しいアイデア商売』編　同文館出版、1967
- 『あなたも幹部社員になれる 新入社員一年間の勉強法』編　商業界、1968
- 『新・商業用語辞典』川崎進一共監修 商業界編　商業界、2003

## 翻訳
- ゴドフリー・M.レブハー『チェーンストア 米国100年史』商業界、1964
- エドワード・A.ブランド『最新スーパーマーケット経営』商業界、1965
- ロバート・ドルー・ベア『マス・マーチャンダイジング 米国流通変革史』商業界、1978

## 参考
- あきないの心―繁昌を招く倉本長治の88のことば - 紀伊國屋書店BookWeb